# Batalha de Germantown
A Batalha de Germantown foi um grande confronto na campanha de Filadélfia da Guerra Revolucionária Americana. Foi travada em 4 de Outubro de 1777, em Germantown, Pensilvânia, entre o exército britânico liderado por Sir William Howe e o exército continental americano, com o 2º regimento canadense, liderado por George Washington.
Depois de derrotar o Exército Continental na Batalha de Brandywine em 11 de Setembro e na Batalha de Paoli no dia 20 de Setembro, Howe superou Washington, conquistando Filadélfia, a capital dos Estados Unidos, em 26 de Setembro. Howe deixou uma guarnição de cerca de 3 mil soldados em Filadélfia, enquanto movia a maior parte de sua força para Germantown, então uma comunidade periférica da cidade. Ao ter conhecimento da divisão de tropas, Washington decidiu atacar os britânicos. O seu plano envolveu quatro colunas separadas que convergiram para a posição britânica em Germantown. As duas colunas de flanqueamento eram compostas por 3 mil milícias, enquanto o centro-esquerda, sob o comando de Nathanael Greene, o centro-direita sob o comando de John Sullivan, e a reserva sob o comando de Lord Stirling eram constituídos por tropas regulares. A ambição do plano era surpreender e destruir a força britânica, do mesmo modo que Washington tinha surpreendido e derrotado decisivamente os hessianos em Trenton. Em Germantown, Howe tinha a sua infantaria leve e o 40º Regimento a Pé espalhado como guarda avançada. No acampamento principal, Wilhelm von Knyphausen comandava a esquerda britânica, enquanto Howe liderava pessoalmente a direita britânica.
Um nevoeiro pesado causou grande confusão entre os americanos que se aproximavam. Depois de uma disputa acesa, a coluna de Sullivan suplantou a guarda avançada britânica. Despercebidos no nevoeiro, cerca de 120 homens do 40º Regimento a Pé Britânico barricaram a Mansão Chew. Quando a reserva americana avançou, Washington tomou a decisão errada de lançar vários assaltos aquela posição, que falharam com grandes baixas. Penetrando várias centenas de metros para além da mansão, a coluna de Sullivan ficou desanimada, com falta de munições e ouvindo fogo de canhão atrás delas. Quando eles se estavam a retirar, a divisão de Anthony Wayne colidiu com parte da força de Greene que chegava atrasada, no nevoeiro. Confundindo-se mutuamente com o inimigo, abriram fogo e ambas as unidades recuaram. Enquanto isso, a coluna do centro esquerdo de Greene empurrou a direita britânica. Com a coluna de Sullivan repelida, a esquerda britânica flanqueou a coluna de Greene. As duas colunas da milícia só tinham conseguido desviar a atenção dos britânicos e não tinham feito nenhum progresso antes de se retirarem.
Apesar da derrota, a França, já impressionada com o sucesso americano em Saratoga, decidiu dar maior ajuda aos americanos. Howe não perseguiu vigorosamente os americanos derrotados, ao invés disso, voltou a sua atenção para a limpeza do Rio Delaware dos obstáculos em Red Bank e no Forte Mifflin. Depois de tentar sem sucesso atrair Washington para o combate na área de White Marsh, Howe retirou-se para Filadélfia. Washington, com o seu exército intacto, retirou-se para Valley Forge, onde suportou o inverno e retreinou as suas forças.

## Literatura Citada
- Ward, Christopher. The War of the Revolution, Volume 1, The Macmillan Company, 1952.
- McGuire, Thomas J. The Philadelphia Campaign, Vol. II: Germantown and the Roads to Valley Forge, Stackpole Books, Mechanicsburg, PA, 2006. ISBN 978-0-8117-0206-5.